# GIMPshop
A GIMPshop képszerkesztő program a – nyílt forráskódú – GNU Image Manipulation Program (GIMP) módosítása, amely az Adobe Photoshop kezelőfelületét utánozza. Fő célja, hogy a Photoshop-felhasználók könnyedén tudják kezelni a GIMP-et.
A GIMPshop, miközben megőrzi a GIMP funkcióit és a személyre szabhatóságát, módosítja a sokat kritizált kezelőfelületet: a menük szerkezetét a Photoshopéhoz hasonlóvá teszi, a terminológiát az Adobe által használthoz igazítja, és a windowsos változatban egy „Deweirdifier” (furcsátlanító) nevű plugin segítségével egyesíti a GIMP számos ablakát egy MDI felületben. A GIMPshop nem támogatja a Photoshop plugin-eket, a GIMP pluginjei (ecsetei, szűrői stb.) viszont mind használhatóak.
A kezelőfelület átalakításának köszönhetően számos, a Photoshophoz írt tutorial  minden további nélkül használható GIMPshop alatt is, és a maradék nagy része minimális munkával hozzáigazítható.
A GIMPshop-ot az Attack of the Show-os Scott Moschella készítette. Eredetileg Mac OS X-re íródott, később windowsos és linuxos változat is készült belőle.

## Letöltések
- Mac OS X alá
  - X11 szükséges hozzá
- Windows 98+ alá
- Linux alá (RPM)
- Solaris alá

## Külső hivatkozások
- Plastic Bugs, Scott Moschella blogja és a GIMPshop honlapja
- GIMPShop.com, download GIMPshop.
- Howard Wen: A GIMP In Photoshop's Clothing. 2005. szeptember 13.
- GIMPShop dot Net, egy GIMPshop információs portál.